# Japanisches Mövchen

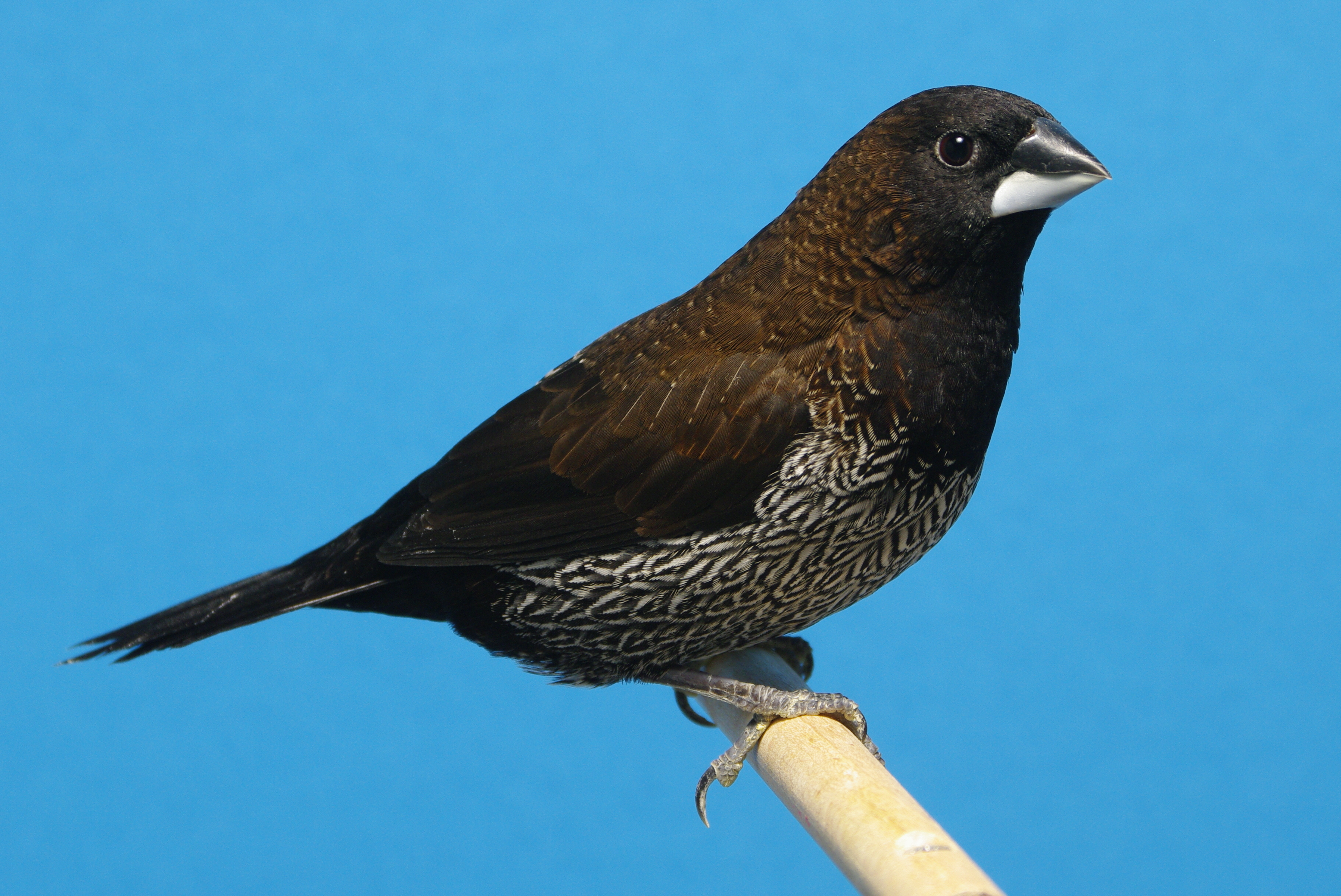
Japanisches Mövchen Schwarz/Braun prämiertes Tier des Deutschen Kanarien- und Vogelzüchter-Bundes

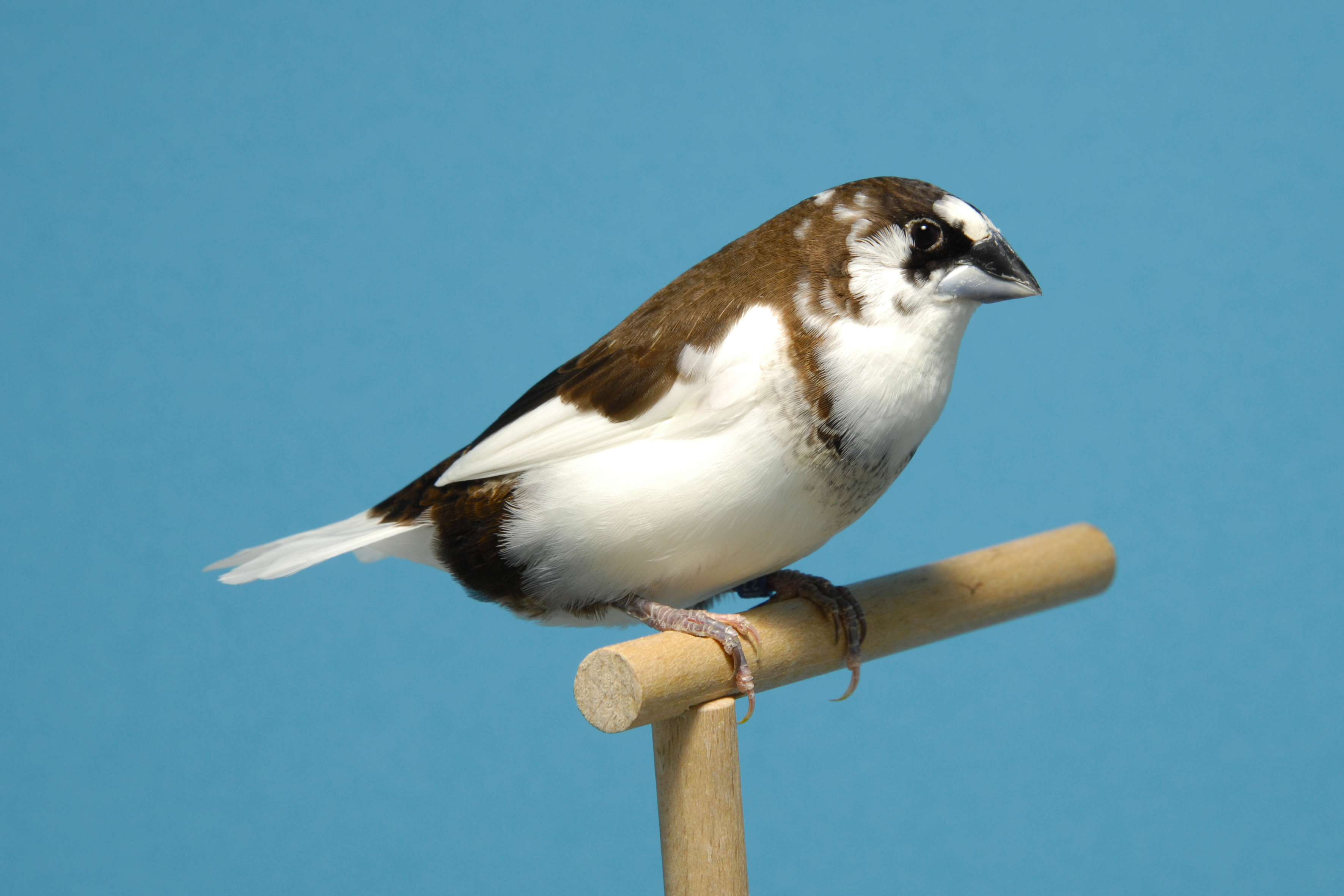
Japanisches Mövchen Dunkelbraun/Gescheckt

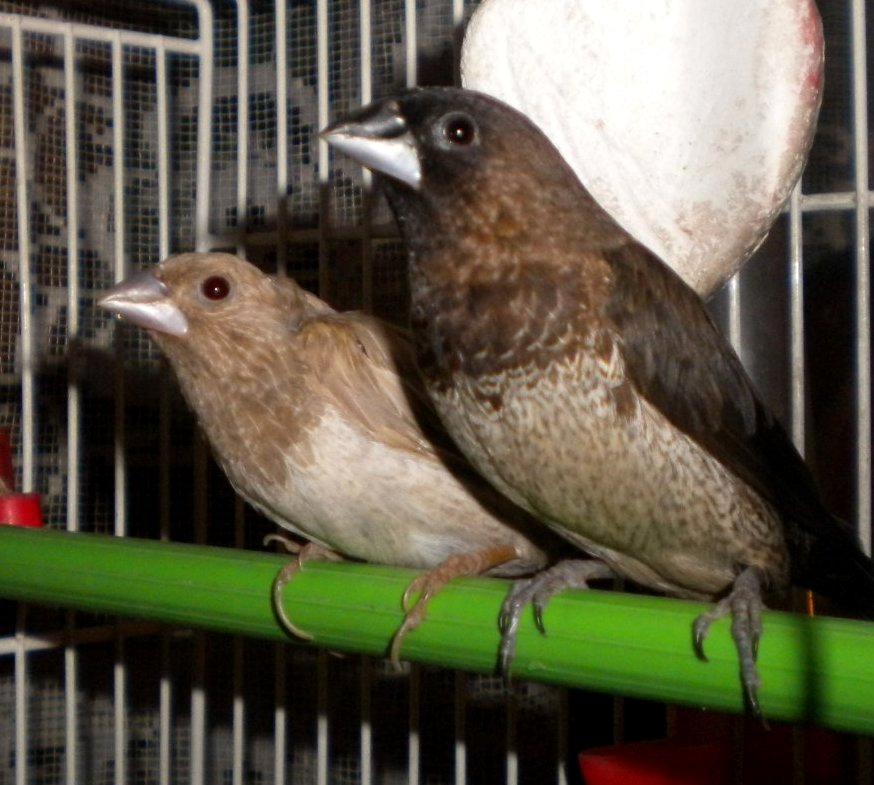
Pärchen (Hahn rechts)

Das Japanische Mövchen ist eine domestizierte Form des Spitzschwanz-Bronzemännchens (Lonchura striata).
Es hat seinen Ursprung nicht, wie der Name vermuten lässt, in Japan, sondern in China. Dort wurde es im 15. oder 16. Jahrhundert aus dem Spitzschwanz-Bronzemännchen herausgezüchtet. Ausgangsbasis war vermutlich die in China vorkommende Unterart Lonchura striata swinhoei. 1705 gelangten die ersten Mövchen nach Japan und wurden dort weitergezüchtet und exportiert. So gelangten sie auch in den 1860er Jahren nach Europa und bekamen den Namen Japanische Mövchen. Die ersten bekannten Farbschläge waren die Weißen und Gescheckten. Die ersten weißen Vögel wurden 1860 bereits im Londoner Zoo gezeigt. Haubenmövchen traten etwa ab 1930 in Erscheinung. 1948 wurden in Japan bereits vierzig verschiedene Varietäten unterschieden.
In den 1950er und 1960er Jahren hat man versucht, durch das Einkreuzen anderer Bronzemännchen-Arten neue Farbschläge zu züchten. Züchternamen wie die Dänen af Enehjelm und Langberg, aber auch später die Deutschen Radtke und Kirschke sind damit untrennbar verbunden. So wurde beispielsweise versucht, durch Kreuzen mit Borneo-Bronzemännchen dunkle Mövchen zu ziehen. Die verschiedenen Hybridisierungsversuche haben zu den sogenannten „Schaumövchen“ geführt.
Es gibt beim Mövchen die Grundfarben Schwarz-/Dunkelbraun, Nougat und Fuchsrot. Außerdem gibt es noch Weiß, Gescheckt und Falbe. Als Mutationen treten bei den Grundfarben der Pastell- und der Graufaktor in Erscheinung. Die neueste Mutation ist die Perlmutation in Grau und Braun.
Das Japanische Mövchen ist ein sehr geselliger und friedlicher Vogel. Es passt zu fast allen Vögeln mit ähnlichen Ansprüchen.

## Weiterführende Hinweise und Belege